# توشه عمر
توشه عمر یا بانگ عمر نام یک تصنیف است با خوانندگی غلامحسین بنان و شعری از معینی کرمانشاهی است. این تصنیف با عبارت زیر آغاز می‌شود: «چون درای کاروان در میان شبروان/بانگ عمر ما می رسد به گوش».

## بازخوانی
محمد اصفهانی این ترانه را بازخوانی کرده‌است.